# 양직공도
양직공도(梁職貢圖)는 6세기 중국 남북조 시대 양나라에 온 외국의 사신들과 그 나라의 풍속 등을 양 원제가 간략히 적은 그림(모사본)이다.
현존하는 양직공도는 중국 북경 중국 국가박물관에 있는 모사본이며 양직공도의 원본은 사라져서 찾아볼 수 없고 후대에 만든 모방 사본이 수 개 존재하는데, 후에 발견된 당염립본왕회도(唐閻立本王會圖) 또한 양직공도의 모사본이다.
직공도에서는 외국 사신들의 옷 양식에 대해서 알아볼 수 있는 장점이 있다. 하지만 다른 모사본인 당염립본왕회도(唐閻立本王會圖)에서 나온 외국 사신들이 자세는 같으나 의복이 다르며, 의복 모양에 상상력이 더해진 점과 대식국등은 페르시아라고 추정할 수 있으나 그 외의 국가들은 실존하는 국가로 보기엔 기록들이 현실성이 떨어진다는 점을 들어 왕조 찬양일색인 중국 사서의 특징으로서 수 많은 외국에서 조공을 하러 왔다는 상상도로 보는 견해도 있다.

## 원문

### 백제국사 제기
百濟舊來夷馬韓之屬 晉末駒驪略有遼東樂浪亦有遼西晉平縣 自晋已來常修蕃貢 義熙中 其王餘腆 宋元嘉中其王餘毗 齊永明中其王餘太 皆受中國官爵 梁初以太 爲征東將軍 尋爲高句驪所破 普通二年 其王餘隆遣使奉表云 累破高麗 所治城曰固麻 謂邑檐魯 於中國郡縣 有二十二檐魯 分子弟宗族爲之 旁小國有 叛波 卓 多羅 前羅 斯羅 止迷 麻連 上巳文 下枕羅 等附之 言語衣服略同高麗 行不張拱拜不申足 以帽爲冠 襦曰複袗 袴曰褌 其言參諸夏 亦秦韓之遺俗
백제는 예전의 래이(萊夷)로 마한에 속했다. 진(晉) 말기에 구려(駒驪)가 요동의 낙랑을 다스릴 때 요서 진평현을 차지했다. 진 이후로 계속 중국에 조공을 바쳤다.
의희(義熙, 405-418) 연간에 그 왕은 여전(餘腆)이었고, 송(宋)의 원가(元嘉, 423-453) 연간에 그 왕은 여비(餘毗)였으며, 제(齊)의 영명(永明, 483-493) 연간에 그 왕은 여태(餘太)였다. 모두 중국의 관직과 작위를 받았다.
양(梁) 초기에 태(太)를 정동장군으로 삼았으나, 곧 고구려에 의해 패배했다. 보통(普通) 2년(521년)에 그 왕 여륭(餘隆)이 사신을 보내 표문을 올려 말하기를, '여러 차례 고구려를 격파했다'고 했다.
다스리는 성을 '고마'(固麻)라 하고, 읍을 '담로'(檐魯)라고 했는데 중국의 군현에 해당한다. 22개의 담로가 있어, 자제와 종족들을 나누어 다스리게 했다. 주변의 작은 나라로는 반파(叛波), 탁(卓), 다라(多羅), 전라(前羅), 사라(斯羅), 지미(止迷), 마연(麻連), 상사문(上巳文), 하침라(下枕羅) 등이 있어 이에 부속되었다.

언어와 의복은 대략 고구려와 비슷했다. 걸을 때는 팔을 벌리지 않고, 절할 때는 발을 펴지 않았다. 모자를 관으로 삼았고, 저고리를 '복진'(複袗)이라 하고, 바지를 '곤'(褌)이라 했다. 그들의 말에는 중국어가 섞여 있었는데, 이는 진한(秦韓)의 습속이 남은 것이다.

### 사라국사 제기[1]
斯羅國, 本東夷辰韓之小國也. 魏時曰, 新羅. 宋時曰, 斯羅, 其實一也. 或屬韓, 或屬倭國王, 不能自通使聘. 普通二年, 王姓募名泰, 始使隨百濟奉表獻方物. 其國有城號曰, 健年. 其俗與高麗相類. 無文字, 刻木爲範. 語言待百濟而後通焉.

사라국은 본래 동이 진한의 소국이다. 위나라때 신라(新羅)라 하였고 송나라때 (斯羅)라고 하였으나 그것은 사실 하나이다. 한(韓)에 속하기도 하고 왜국왕에 속하기도 하니 스스로 사신을 보낼 수 없었다. 보통 2년(521)에 성은 모(募)요, 이름은 진(秦)인 그 왕이 처음 백제를 따라 사신을 보내고 표를 올리며 방물을 바쳤다. 그 나라에 성이 있어 이름을 건년(健年)이라 했다. 그 풍속은 고(구)려와 같은 종류이며, 문자가 없어 나무에 법을 새겼다. 언어는 백제의 통역이 있어야 소통할 수 있다

## 같이 보기
- 당염립본왕회도
- 남당고덕겸모양원제번객입조도